# Индиец (фильм)
«Индиец» (там. இந்தியன், англ. Indian) — индийский фильм режиссёра Ш. Шанкара, снятая на тамильском языке и вышедшая в прокат 9 мая 1996 года. Камал Хасан сыграл в нём двойную роль. В фильме также снялись Маниша Коирала, Урмила Матондкар и Суканья. Сюжет рассказывает историю бывшего борца за независимость, ставшего линчевателем ради искоренения коррупции, и его сына, который находится по другую сторону баррикад, содействуя взяточникам.
Фильм заработал положительные отзывы критиков и статус «супер-хит» по итогам проката. Картина была отправлена представлять Индию на премии «Оскар», а также заработала три Национальных кинопремии, две Filmfare Awards South и две Tamil Nadu State Film Awards в различных категориях.

## Сюжет
Фильм начинается с того, как старик Сенапати приходит в муниципалитет и убивает местного чиновника.
Другой герой фильма — Чанду работает брокером в дорожно-транспортном отделе и помогает желающим получить нужные документы за вознаграждение. Ради того, чтобы стать дорожным инспектором, он вынужден выполнять все поручения семьи начальника, пока не скопит сто тысяч рупий на взятку. Чанду влюблён в Айшварию, которая занимается защитой животных, и собирается жениться на ней, как только получит должность.
За дело об убийствах гос-служащих берётся следователь ЦБР Кришнасвами. В это время Сенапати отдаёт свой пояс с ножом на починку сапожнику, но того убивают во время беспорядков. Жена сапожника безуспешно пытается получить компенсацию от государства и тратит на это все свои деньги. Увидев, как она проклинает чиновника, Сенапати убивает его, оставив на теле записку с подписью «Индиец». По оставленным уликам Кришнасвами делает выводы, что убийце за семьдесят, и он владеет редким видом боевых искусств. Такому стилю борьбы обучались революционеры во время борьбы за независимость. Изучив базы данных, полиция выходит на Сенапати. Загримировавшись под старика, Кришнасвами приходит к нему в дом, где Намрата, жена Сенапати рассказывает их историю.
Они оба выступали за независимость Индии. Когда в отместку за сжигание английской одежды, британцы раздели проводивших её женщин, и те покончили с собой, прыгнув с утёса, Намрата — единственная осталась в живых. Чтобы она не совершила самоубийство, Сенапати пообещал жениться на ней, но после того как Индия станет независимой. Сам же он отправился в Сингапур, чтобы присоединиться Индийской национальной Армии, возглавляемой Субхашем Чандра Босом. В Сингапуре он стал командующим армией, но затем попал в плен и был освобождён только после обретения страной независимости.
Кришнасвами пытается арестовать Сенапати, когда тот приходит домой, но тот парализует его с помощью своего боевого искусства и сбегает вместе с женой. Когда Кришнасвами приводят в себя, он объявляет Сенапати в розыск и решает допросить его сына Чанду. В больницу, куда Чанду отвёз своего друга, параллельно с полицией прибывают Сенапати и его жена с целью похитить главврача. Из-за полиции они разделяются, и Намрата, столкнувшись со своим сыном, рассказывает ему об обвинениях в убийстве. Чанду поручает заботу о матери подруге и отправляется в участок давать показания. Сенапати тем временем привозит врача на киностудию и начинает записывать происходящее. Врач признаёт, то брал взятки, но говорит, что мир от этого не рухнул. Сенапати отвечает, что рухнул его мир.
Когда-то он счастливо жил в деревне вместе с сыном и дочерью. Но его сын Чанду ушёл из дома из-за того, что Сенапати отказался дать взятку, для регистрации сына на бирже труда. Вскоре после этого его дочь получила сильные ожоги при взрыве бытового газа. Её привезли в больницу, но доктор отказался её лечить, пока не заведут дело в полиции или без взятки. В полиции тоже отказались заводить дело без материального поощрения. В итоге дочь Сенапати умерла без врачебной помощи. Тогда-то он и решил, что стоит избавить страну от «сорняков»-взяточников.
Он убивает доктора и обещает делать это с каждым взяточником, после чего отправляет запись на телевидение. Тем временем автобус, которому Чанду выдал лицензию за взятку, попадает в аварию из-за неисправности. Чанду пытается скрыть свою вину, дав взятку, и тогда к нему приходит отец, желающий чтобы сын понёс наказание за свой проступок. Все уговоры Чанду не могут остановить Сенапати, но тут появляется полиция и арестовывает его. Однако он сбегает от Кришнасвами и отправляется за сыном. Чанду пытается сбежать в Бангалор, но в аэропорту его настигает отец. В итоге джип, в котором они оказываются во время борьбы, взрывается.

## В ролях
- Камал Хасан — Сенапати «Индиец» и его сын Чадрабос «Чанду»
- Маниша Коирала — Айшвария
- Урмила Матондкар — Сапна
- Суканья[англ.] — Армитавалли (Намрата (хинди))
- Кастури[англ.] — Кастури, дочь Сенапати
- Гавунтамани[англ.] — Суббия, помощник Чанду
- Сентил[англ.] — Панирселвам, дорожный инспектор Чанду
- Недумуди Вену — Кришнасвами, офицер ЦБР
- Крэйзи Мохан[англ.] — Партасарати, получатель прав
- Манорама (там.) / Аруна Ирани (хинди) — Гулабо, жена сапожника
- Нилалкал Рави[англ.] — доктор-взяточник
- Аджай Ратнам[англ.] — борец за свободу

## Саундтрек
Вся музыка написана А. Р. Рахманом.
| №  | Название             | Текст песни | Исполнители                        | Длительность |
| -- | -------------------- | ----------- | ---------------------------------- | ------------ |
| 1. | «Akadanu Naanga»     | Ваали       | Сварналатха                        | 5:52         |
| 2. | «Maya Machindra»     | Ваали       | С. П. Баласубраманьям, Сварналатха | 5:37         |
| 3. | «Pachai Kiligal»     | Вайрамуту   | К. Дж. Йесудас                     | 5:50         |
| 4. | «Telephone Manipol»  | Вайрамуту   | Харихаран, Харини                  | 6:15         |
| 5. | «Kappaleri Poyaachu» | Ваали       | С. П. Баласубраманьям, П. Сушила   | 6:28         |

## Критика
Помимо решения важного вопроса, с которыми столкнулась страна, «Индиец» был техническим чудом. Ananda Vikatan в своем обзоре оценил фильм и заметил: «Берегитесь взяточники! Фильм обеспечит мурашки, пробегающие как по нашим мозгам, так и по позвоночнику, благодаря Сенапати по прозвищу Индиец. Исполнение роли Сенапати Камалом — верный хит! Шанкар мастерски владеет искусством добавления грандиозности в сценарий, которое демонстрируется в фильме несколько раз… Шанкар обеспечивает уверенность в том, что он может сделать фильм голливудского качества на тамильском языке в великолепной манере». Фильму были даны 48 баллов. Это предсказание было подтверждено фильмом «Робот», снятым Шанкаром в 2010 году, который сравним с любым голливудским фильмом.
Оригинальный текст (англ.)Indian was a technical marvel apart from addressing an important issue the country is facing. Ananda Vikatan in its review appreciated the film and mentioned, “Beware corrupt people! The film gives goosebumps to both our mind and spine through Senapathy alias Indian. Kamal underplaying the role of Senapathy is a sure hit! Shankar has mastered the art of adding grandeur to the screenplay which is demonstrated in the film several times... Shankar gives the confidence that he can make a Hollywood quality film in Tamil in a grand manner." The film was given 48 marks. This prediction was proved right with Shankar directing Enthiran in 2010, which is comparable to any Hollywood film

## Награды
В 1996 году Индия выдвинула фильм в качестве претендента на Оскар за лучший фильм на иностранном языке, но в шорт-лист премии он не попал.
Национальная кинопремия
- Лучшая мужская роль — Камал Хасан
- Лучшая работа художника-постановщика — Тхота Тхарани
- Лучшие спецэффекты — С. Т. Венки

Filmfare Awards South
- Лучший фильм на тамильском
- Лучшая мужская роль в фильме на тамильском — Камал Хасан

Tamil Nadu State Film Awards
- Первый приз за лучший фильм
- Лучшая мужская роль — Камал Хасан

## Продолжение
В 2017 году режиссёр заявил, что будет снимать продолжение фильма вместе с Дил Раджу. Камал Хасан собирался приступить к съёмкам фильма «Индиец 2» после съёмок Vishwaroopam II и Sabaash Naidu. На следующий месяц Раджу покинул проект. В сиквеле Хасан повторит свою роль, но с новым актёрским составом. Также Хасан заявил что этот фильм станет его последней работой в кино перед уходом в политику. Музыку к фильм напишет Анируд Равичандер, для которого этот проект будет первым в сотрудничестве с Камалом Хасаном.